# 카를로스 라페트라
카를로스 라페트라 코아라사(스페인어: Carlos Lapetra Coarasa; 1938년 11월 29일 아라곤 지방 사라고사 ~ 1995년 12월 24일, 아라곤 지방 사라고사)는 스페인의 전 축구 선수로, 현역 시절 공격수로 활약하였다.
그는 현역 시절 11년 중 10년을 사라고사에서 보냈는데, 279번의 공식 경기에서 62골을 넣었고, 사라고사 소속으로 3번의 주요 대회 우승을 거두었다.
1960년대 스페인 국가대표팀의 선수인 라페트라는 1964년 유러피언 네이션스컵과 1966년 FIFA 월드컵에 참가하였고, 전자의 대회에서 우승을 차지했다.

## 클럽 경력
라페트라는 아라곤 지방 사라고사 출신으로, 스페인 내전 당시 부모님을 따라 우에스카로 이주하였다. 하부 리그의 과달라하라에서 1년을 활약한 후, 그는 1959년에 사라고사에 입단하여 은퇴하기 전까지 아라곤 연고 구단 소속으로 활동하였다.
그는 라 로마레다에서 10년을 보내면서 카나리우, 마르셀리노, 엘레우테리오 산토스, 그리고 후안 마누엘 비야와 함께 환상 편대(Los Magníficos)로 수식되는 공격진의 일원으로 활약했다. 그는 1960년대에 소속 구단이 4차례 코파 델 헤네랄리시모 결승을 오르는 데에 공헌하였는데, 우승을 거둔 아틀레티코 마드리드와의 1963–64 시즌 결승전과 아틀레틱 빌바오와의 1965–66 시즌 결승전에서 모두 득점을 기록하였다.
라페트라는 불과 30세의 나이로 축구화를 벗었는데, 부상이 반복되면서 사라고사가 계약을 갱신하지 않았기 때문이었다. 그는 이후 우에스카에 정착하여 우에스카와 스페인 국가대표팀의 단장일을 맡았지만, 1995년 12월 24일에 암으로 57세에 영면했다.

## 국가대표팀 경력
라페트라는 3년 동안 스페인 국가대표팀 경기에 13번 출전하였다. 그는 1964년 유러피언 네이션스컵에 참가하였는데, 2-1로 이긴 소련과의 결승전에서 전설적인 프란시스코 헨토를 대신하여 선발로 출전하기도 했다. 2년 후의 1966년 FIFA 월드컵에서도 서독과의 조별 리그 경기에도 출전했지만, 이 경기에서 1-2로 패한 스페인은 다음 라운드 진출에 실패했다.

### 국가대표팀 득점 기록
| #  | 날짜             | 경기장                        | 상대     | 점수 | 최종결과 | 대회                      |
| -- | ---------------- | ----------------------------- | -------- | ---- | -------- | ------------------------- |
| 1. | 1965년 10월 27일 | 스페인 세비야 산체스 피스후안 | 아일랜드 | 4–1  | 4–1      | 1966년 FIFA 월드컵 예선전 |

## 사생활
라페트라의 형 리카르도도 축구 선수였다. 그도 사라고사에서 활동했지만, 카를로스 라페트라보다 거둔 성과는 적다.

## 수상

### 클럽
사라고사
- 코파 델 헤네랄리시모: 1963–64,[3] 1965–66[4]
- 인터시티스 페어스컵: 1963–64[10]

### 국가대표팀
스페인
- UEFA 유럽 축구 선수권 대회: 1964[6]